# Slimonia
Slimonia es un género de euriptérido, un grupo extinto de artrópodos acuáticos.

## Características

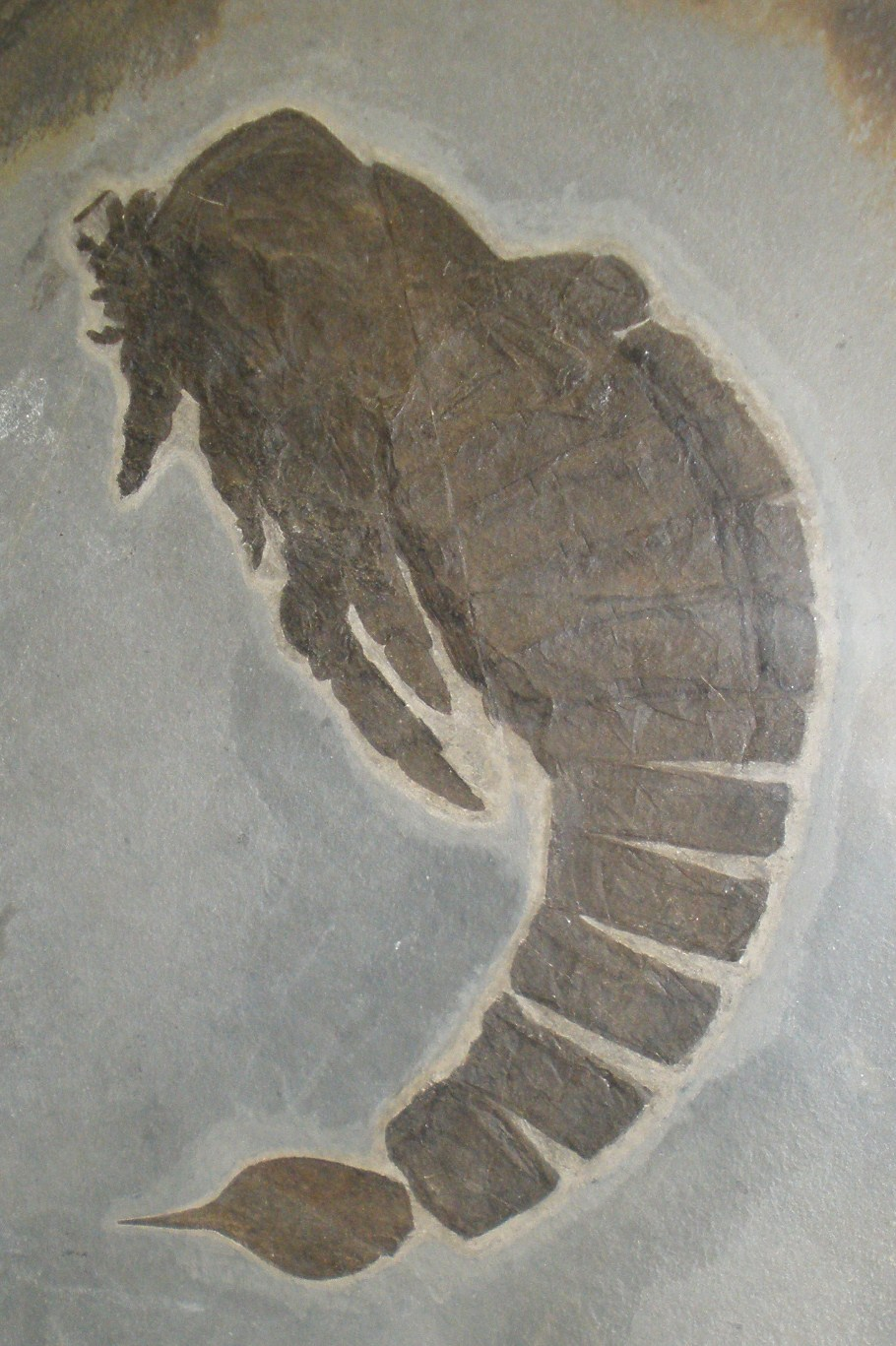
Fósil de Slimonia acuminata.

Slimonia era muy parecido a Pterygotus, salvo que el telson es más grande, y que su cuerpo era más pequeño y más delgado. La principal diferencia entre los dos géneros, sin embargo, es que Slimonia era exclusivamente de agua dulce, mientras que el Pterygotus vivía en los estuarios.

## Historia natural
Slimonia depredaba peces de agua dulce más pequeños, como heterostráceos y osteostráceos primitivos, desgarrándolos con sus grandes pinzas. La especie más grande de Slimonia era muy grande, alrededor de dos metros de longitud. Sus patas eran delgadas por lo que probablemente era un depredador de emboscada. Los pulmones se encontraban en la parte inferior del cuerpo en una serie de pliegues.